# Quaderni del Beagle
I Quaderni del Beagle di Charles Darwin sono la raccolta di appunti che Darwin compilò durante il suo viaggio scientifico a bordo della HMS Beagle tra il 1831 e il 1836. Questi taccuini, scritti principalmente a matita, contengono osservazioni geologiche, zoologiche e botaniche, ma anche speculazioni teoriche che in seguito contribuirono alla formulazione della sua teoria dell'evoluzione.
I Quaderni del Beagle sono testimonianze inestimabili del lavoro scientifico di Darwin e offrono una visione unica sul processo di costruzione della sua teoria. Attraverso questi taccuini, possiamo osservare direttamente il passaggio dalla raccolta di dati empirici alla formulazione delle sue idee rivoluzionarie, che hanno cambiato per sempre la biologia e la nostra comprensione della natura.

## Storia e Contenuto
Durante il viaggio del Beagle, Darwin utilizzò diversi taccuini di campo, che sono stati suddivisi in vari tipi a seconda delle loro caratteristiche fisiche e dell'uso che ne fece. Questi taccuini, a volte scritti da entrambi i lati delle pagine, contengono annotazioni di ogni tipo, comprese osservazioni sulla geologia dei luoghi visitati, descrizioni delle specie animali e vegetali, e disegni di campioni o scene osservate durante il viaggio. Le note in molti casi non sono scritte in frasi complete, ma piuttosto in uno stile conciso e telegrafico.

### Differenza con i quaderni di trasmutazione
Gli appunti del Beagle sono le osservazioni di Charles Darwin durante il suo viaggio a bordo della HMS Beagle (1831-1836), dove raccoglieva dati sulla fauna, la flora e la geologia dei luoghi visitati, senza ancora formulare teorie evolutive, ma notando variazioni tra le specie. I quaderni di trasmutazione, scritti tra il 1837 e il 1839, segnano invece il momento in cui Darwin inizia a riflettere sulla possibilità che le specie possano cambiare nel tempo, abbozzando idee sulla selezione naturale e sul "albero della vita", concetti che diventeranno centrali nella sua futura teoria evolutiva. Mentre gli appunti del Beagle rappresentano un lavoro di raccolta empirica, i quaderni di trasmutazione segnano l'inizio della sistematizzazione teorica delle sue idee evolutive.

## Tipologie di Taccuini
Secondo la classificazione di Nora Barlow (1933) e gli studi successivi, i taccuini di Darwin sono divisi in sei principali tipologie, basate su caratteristiche fisiche e l'uso che ne fece.

### Tipo 1 - Cape de Verds, Rio, Buenos Ayres, e B. Blanca
Questi taccuini hanno copertine in pelle rossa con bordi impressi a secco e un formato rettangolare (circa 130 x 80 mm). La carta presenta il marchio "J. Whatman 1830" e inizialmente contenevano 112 pagine. Questi taccuini sono noti per l'inclusione di un portapenne integrato, ma i matitini originali sono andati perduti.

### Tipo 2 - Falkland e Red Notebook
I taccuini Falkland e il famoso taccuino rosso (Red Notebook), pubblicato da Sandra Herbert nel 1980 e nel 1987, sono più grandi (164 x 100 mm) e sono legati in pelle marrone con bordi floreali e chiusure in ottone. La carta presenta il marchio "T. Warren 1830" e il taccuino Falkland ha una tasca interna in pelle per un portapenne, mentre il taccuino R. N. non ha una tasca simile.

### Tipo 3 - St. Fe e Banda Oriental
Questi taccuini, di formato (155 x 100 mm), sono legati in pelle marrone e presentano una chiusura in ottone. Hanno un numero maggiore di pagine (244) e la carta è marbrata. Alcune pagine presentano il marchio "W. Brookman 1828". In particolare, il taccuino Banda Oriental include un portapenne di pelle aggiunto da Darwin.

### Tipo 4 - Port Desire
Il taccuino Port Desire è di formato più grande (170 x 130 mm) ed è legato in pelle marrone con bordi floreali e una chiusura in ottone. Originariamente conteneva 146 pagine e presentava marchi incompleti come "John Morbey 1830".

### Tipo 5 - Valparaiso, Galapagos, Coquimbo, Copiapò, Despoblado e Sydney
Questi sei taccuini sono legati in pelle rossa o nera, con bordi impressi a secco e chiusure in ottone. Hanno dimensioni variabili tra 90 x 75 e 120 x 100 mm, con pagine trattate per reagire con matitini metallici, creando un effetto indelebile.

### Tipo 6 - Santiago
Il taccuino Santiago ha una copertura in carta nera e un dorso in pelle nera. È caratterizzato da quattro anelli per mantenere il taccuino chiuso con un matitino inserito. Il taccuino Santiago è stato probabilmente utilizzato dopo il viaggio e contiene note teoriche, mentre i taccuini precedenti erano più focalizzati sulle osservazioni pratiche.

## Caratteristiche e Conservazione
I taccuini del Beagle sono stati oggetto di attenta conservazione nel corso degli anni. All'inizio del 20º secolo, i taccuini erano già noti per la loro condizione di usura, con copertine in pelle danneggiate e pagine scolorite. Tuttavia, grazie a interventi di restauro, molti dei taccuini sono stati riportati in una condizione migliore rispetto a quella in cui si trovavano quando furono descritti da Barlow nel 1933. I taccuini furono digitalizzati nel 2009 e sono ora accessibili online grazie a English Heritage.

## Importanza Scientifica
I taccuini del Beagle sono una risorsa fondamentale per comprendere il pensiero scientifico di Darwin e l'evoluzione delle sue idee, che culminarono nella pubblicazione della teoria dell'evoluzione per selezione naturale. Molte delle osservazioni in questi taccuini riguardano la geologia, la botanica e la zoologia, ma anche la riflessione teorica sui cambiamenti nelle specie nel corso del tempo. In particolare, le note sulle Galápagos e sul comportamento delle specie hanno svolto un ruolo cruciale nella sua conclusione che le specie non sono create separatamente, ma piuttosto evolvono nel tempo attraverso un processo di selezione naturale.